# Hippolyte Romain
 (mars 2013).
Si vous disposez d'ouvrages ou d'articles de référence ou si vous connaissez des sites web de qualité traitant du thème abordé ici, merci de compléter l'article en donnant les références utiles à sa vérifiabilité et en les liant à la section « Notes et références ».
Hippolyte Romain, né le 28 août 1947 à Paris, est un illustrateur, peintre et écrivain français.
Il travaille d'abord dans les milieux de la mode et de la couture, se spécialisé dans la connaissance du XVIIIe siècle, et sa vie et son travail se partagent entre la France et la Chine. Il est le directeur artistique du jardin d'acclimatation de Paris.

## Biographie
Né dans le quartier de Montmartre, il travaille très jeune dans la charcuterie, comme représentant en salaisons, en même temps qu'il pratique le karaté et commence à dessiner pour vendre ses dessins dans les rues. Remarqué par la rédactrice en chef du magazine Vanity Fair, il se voit offrir quinze pages sur la mode à Milan. Il dessine dans les défilés et se lie avec les grands couturiers. Il passe toutes ses nuits à dessiner au Palace dès sa création en 1980. Il illustre divers ouvrages, et en écrit et illustre lui-même plusieurs sur des sujets comme la mode, les voyages ou l'art de vivre au XVIIIe siècle. Il réunit des amis pour fonder la troupe du Petit Cirque élégant dont il est le directeur et le Monsieur Loyal, donnant des représentations au gré de son humeur.
La Chine, qu'il découvre tôt, constitue une de ses principales sources d'inspiration.
Son fils, Yann Romain, est photographe et a collaboré avec lui sur certains ouvrages.

## Publications
- Les Chéries, éditions Dominique Leroy, Paris, 1984
- Reportages, éditions Régine Deforges, Paris, 1985
- Nuits, éditions Régine Deforges, Paris, 1987
- La Traversée des Pyrénées, éditions Loubatières, Toulouse, 1987
- Simple mais couture, éditions Plon, Paris, 1989
- La Couture épinglée, éditions Plume ; éditions Calmann-Lévy, Paris, 1990
- Politique Circus, avec F. Bazin, éditions Plume, Paris, 1991
- Toulouse, ville d'amour, éditions Loubatières, Toulouse, 1991
- Une Robe, un Artiste, avec G. Benhamou Ben, J.-C. Loubières, R. Bat, Affaires culturelles de la ville de Nancy, 1991
- Rendez-vous à Paris, avec R. Deforges, éditions Plume, Paris, 1992
- Admirables folles : il ne manque que la paresse, avec H. Zech, éditions Le Patio, Paris, 1992
- Cuisse de Nymphe émue, ou l’art des couleurs pedues (avec Hélène Dujardin), collection Sous le Manteau, Toulouse, Loubatières, 1994
- La Caresse espagnole (avec Hélène Dujardin), collection Sous le Manteau, Toulouse, Loubatières, 1994
- La Baiseuse, ou l’Art de bien positionner les Mouches (avec Hélène Dujardin, collection Sous le Manteau, Toulouse, Loubatières, 1994
- Casanova : les menus plaisirs, avec D. de Nève, éditions Plume, Paris, 1998
- Guide pratique fidèle et illustré des filles de joie du Palais-Royal, de A. Dupouy, éditions Astarté, Paris, 1999
- Le Jardin d'Acclimatation, avec Y. Romain, H. Maupin, J.-P. Bardery, éditions Plume, Paris, 1999
- Bébé Miam-miam, recettes et conseils pour les tout-petits de 0 à 2 ans, de L. Annaert-Hebey, F. Grasser-Herme, éditions Noésis, Paris, 1999
- Petite chronique du Jardin d'Acclimatation orné d'un palanquin rouge, avec J.-P. Bardery, éditions Noésis, Paris, 1999
- Le cuisinier gascon, Louis-Auguste de Bourbon, Prince de Dombes, avec V. Pousson, éditions Loubatières, Toulouse, 1999
- Folies parisiennes, éditions Noésis, Paris, 2000
- Une garde-robe pour l'élégance, avec J. Carle, Y. Baby, A. Limousin, éditions Minerva, Genève, 2000
- Chronique intime et chinoise au Jardin d'Acclimatation, avec J.-P. Bardery, éditions Noésis, Paris, 2000
- Seconde chronique du Jardin d'Acclimatation orné d'un palanquin rouge, avec J.-P. Bardery, éditions Noésis, Paris, 2000
- Chronique chinoise à colorier du Jardin d'Acclimatation, avec J.-P. Bardery, éditions Noésis, Paris, 2000
- Revoir Paris, rêver Paname, éditions Parigramme, Paris, 2001
- Scènes de Chine et recettes de cuisine, éditions Minerva, Genève, 2001
- Petite histoire qui finit bien sur la route de la soie, avec J.-P. Bardery, Jardin d'Acclimatation, Paris, 2001
- Petite histoire intime du thé et autres chinoiseries au Jardin d'Acclimatation, avec J.-P. Bardery, éditions Noésis, Paris, 2001
- Carnet de voyage en chocolat, éditions Le Club du Chocolat, Paris, 2001
- Paris, Carnet de Métro, avec Y. Romain, éditions Minerva, Genève, 2002
- Roland-Garros 2002, avec P. Dominguez, Fédération française de Tennis, diff. Tona, Paris, 2002
- Le Thé en Chine, un langage amoureux, avec Y. Romain, éditions Minerva, Genève, 2002
- Le Jardin de Séoul au Jardin d'Acclimatation, avec J.-P. Bardery, Jardin d'Acclimatation, Paris, 2002
- Les jardins secrets de Monsieur Pou, avec J.-P. Barbery, Jardin d'Acclimatation, Paris, 2002
- Recettes de cuisine chinoise au Jardin d'Acclimatation, avec J.-P. Bardery et Y. Romain, Jardin d'Acclimatation, Paris, 2003
- Quand je serai grand, je serai le Président du Jardin d'Acclimatation, carnet à colorier, Jardin d'Acclimatation, Paris, 2003
- Contes merveilleux au Jardin d'Acclimatation, éditions Minerva, Genève, 2003
- Fables et fabulistes au Jardin d'Acclimatation, avec J. Chango, éditions Minerva, Genève, 2004
- Carnet pour un voyage à Venise, avec J. Chango, éditions Minerva, Genève, 2004
- Brèves de Mode, avec L. Kamitsi, Sodes, Paris, 2005